# Tonopah (Arizona)
Tonopah es un lugar designado por el censo ubicado en el condado de Maricopa en el estado estadounidense de Arizona. En el Censo de 2010 tenía una población de 60 habitantes y una densidad poblacional de 16,96 personas por km².

## Geografía
Tonopah se encuentra ubicado en las coordenadas 33°29′17″N 112°55′51″O / 33.48806, -112.93083. Según la Oficina del Censo de los Estados Unidos, Tonopah tiene una superficie total de 3.54 km², de la cual 3.54 km² corresponden a tierra firme y (0%) 0 km² es agua.

## Demografía
Según el censo de 2010, había 60 personas residiendo en Tonopah. La densidad de población era de 16,96 hab./km². De los 60 habitantes, Tonopah estaba compuesto por el 86.67% blancos, el 0% eran afroamericanos, el 1.67% eran amerindios, el 3.33% eran asiáticos, el 0% eran isleños del Pacífico, el 8.33% eran de otras razas y el 0% pertenecían a dos o más razas. Del total de la población el 23.33% eran hispanos o latinos de cualquier raza.